# 単超
単 超（單超、ぜん ちょう、生年不詳 - 160年）は、後漢の宦官。本貫は河南尹。

## 経歴
桓帝の初年、単超は中常侍となった。
ときに梁冀のふたりの妹が順帝と桓帝の皇后となったことから、梁冀が父の梁商に代わって大将軍となり、外戚として権勢を振るっていた。梁冀は太尉の李固や杜喬らを殺害し、梁皇后も多くの妃嬪を毒殺した。公卿や百官たちは口をつぐむようになり、梁氏一族の権勢を批判する者はいなくなった。桓帝も内心不満を抱きながら、廃殺を恐れて本心を漏らそうとしなかった。159年（延熹2年）7月、梁皇后が死去すると、桓帝は厠に行き、ひそかに宦官の唐衡を呼んで梁氏一族と確執のある側近がいないか訊ねると、唐衡は単超・左悺・徐璜・具瑗を推薦した。桓帝は彼ら5人の宦官を呼び出して梁氏一族の粛清を謀議し、単超の肘を噛んで出た血で盟約を交わした。8月、司隷校尉の張彪が梁冀の邸を包囲して梁冀夫妻を自殺させ、単超が梁氏一族を収監してことごとく処刑した。単超は新豊県侯に封じられた。単超・徐璜・具瑗・左悺・唐衡の5人は同日に封を受け、「五侯」と世間で呼ばれた。宦官たちが政権を掌握し、朝廷は乱脈を深めるようになった。
単超は病にかかった。11月、桓帝は単超のもとに使者を派遣して車騎将軍に任じた。160年（延熹3年）1月丙午、単超は死去した。
単超の弟の単安は河東太守となり、弟の子の単匡は済陰太守となり、いずれも腐敗官僚として知られた。165年（延熹8年）、左悺と具瑗が失脚すると、単超の後継者は郷侯に降封され、子弟で分封を受けた者はことごとく爵位や封土を剥奪された。

## 伝記資料
- 『後漢書』巻78 列伝第68